# Dacampiosphaeria
Dacampiosphaeria is een monotypisch geslacht van schimmels behorend tot de familie Dacampiaceae. De typesoort is Dacampiosphaeria rivana.